# Баракки, Гектор Павлович
Гектор Павлович Баракки (настоящее имя Этторэ Паоло Сальвини; 1852, Верона, Италия — 20 декабря 1915 (1 января 1916), Саратов) — российский художник и педагог итальянского происхождения.

## Биография
Получил художественное образование в Италии. С 1873 года жил и работал в Саратове.
«… Ходили небезосновательные слухи о том, что разлука с любимой родиной была для Баракки вынужденным бегством: возвышенный романтик был революционером, исповедовал учение Мадзини, находился в рядах гарибальдийцев. Спасаясь от ареста, попал в Вену, и там, встретившись с одним из саратовцев-фотографов, впервые услышал о существовании Саратова. Он не читал Грибоедова и не знал знаменитой фразы о „тёткиной глуши“: Молодой итальянец не понимал тогда ни слова по-русски. Он увидел солнечный город, где Азия столкнулась с Европой».
Гектор Павлович Баракки — один из организаторов Саратовского Общества любителей изящных искусств. С 1889 года преподавал в рисовальной студии общества, а с конца 1894 — в школе живописи и рисунка. В 1900-м году планировал «… открыть в Саратове частную школу рисования и живописи, для чего подыскивает подходящее помещение. Спрос на такую школу имеется довольно значительный, как со стороны бывших учеников рисовальной школы ОЛИИ, так и других лиц, не удовлетворяющихся сухой программой ремесленного рисования Боголюбовской школы. С прекращением деятельности ОЛИИ и ликвидацией его дел, все учебные пособия и имущество перешли в собственность Баракки, бывшего там преподавателем живописи. Таким образом, будущая рисовальная школа сможет прекрасно обставиться, что весьма редко бывает с частными рисовальными школами. Преподавание будет дневное для живописи и вечернее для рисования с гипсов». Официальное открытие школы не состоялось, Баракки давал частные уроки. Как педагог воспитал целую плеяду художников-саратовцев, получивших всероссийское признание: В. Э. Борисова-Мусатова, П. В. Кузнецова, П. С. Уткина, А. Т. Матвеева, А. Е. Карева, А. И. Савинова и других.
С 1887 года Г. П. Баракки работал как театральный художник в театрах Саратова и Астрахани, оформлял интерьеры общественных зданий, декорировал выставочные павильоны.
С 1897 по 1909 — владелец фотоателье (угол Немецкой и Вольской ул.). Фотография под руководством Гектора Баракки заслужила признательность горожан и дипломы на всероссийских выставках, однако имени художника нет ни на одной фотографии: фотоателье продолжало работать под фирменным знаком «П. Ушаков. Саратов».
Участник художественных выставок с 1889. Посмертная персональная выставка состоялась в 1922 году в Радищевском музее.

## Семья
Первая жена — Баракки (Кнорре) Юлия Адольфовна (около 1858 — 7 сентября 1891, Саратов), дочь известного саратовского врача-немца.
Вторая жена — Баракки (Сердобольская) Вера Апполоновна, дочь губернского секретаря.
- дочь Баракки Людмила (Эмилия) Гекторовна (27 июня 1909, Саратов — ?).

## Наследие
Местонахождение значительной части творческого наследия художника неизвестна. Возможно, что их увезла с собой дочь Баракки Эмилия, вышедшая замуж за иностранца. Наибольшее количество работ находится в Саратовском художественном музее имени А. Н. Радищева — четыре живописных и три графических, а также два живописных портрета в Саратовском музее краеведения.

## Дом художника Г. П. Баракки (Саратов, ул. Соляная, дом 30)
8 мая 2018 года Министерством юстиции Саратовской области зарегистрирована Автономная некоммерческая организация "Культурный центр «Дом Гектора Баракки», который призван способствовать развитию саратовской живописной традиции, туристической привлекательности города, области и региона, развитию международных отношений. С 2016 года во дворе дома Гектора Баракки проводятся лекции, творческие вечера, концерты, международная акция «Ночь музеев».
В 2018 году создан Фонд восстановления дома Гектора Баракки в Саратове, он предназначен для аккумулирования средств на реставрацию и реконструкцию объекта культурного наследия, а также его дальнейшее приспособление под нужды культурного центра. 

## Произведения

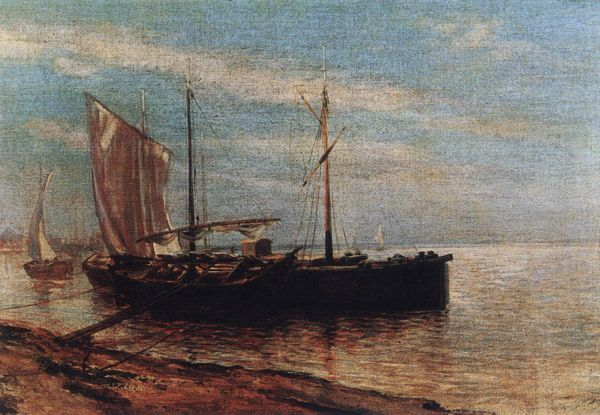
Баракки Г.П. Волжский пейзаж
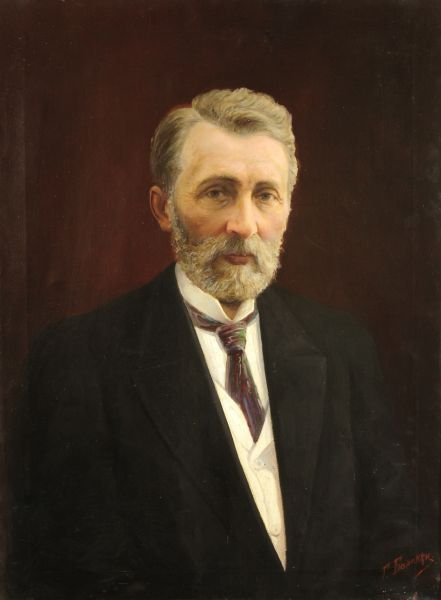
Баракки Г.П. Портрет А. О. Немировского